# Лидин, Валерий Кузьмич
Вале́рий Кузьми́ч Ли́дин (род. 29 мая 1955, с. Бояровка, Башмаковский район, Пензенская область) — председатель Законодательного собрания Пензенской области с 11 августа 2015 года по 21 сентября 2022 года. 
Входит в состав Президиума Законодательного Собрания Пензенской области и фракции «Единая Россия» в Законодательном Собрании Пензенской области. Является координатором Ассоциации законодательных (представительных) органов государственной власти Приволжского федерального округа.
Секретарь Пензенского регионального отделения партии «Единая Россия» (2015—2021).
Почетный гражданин Пензенской области (2022).

## Биография
Окончил Пензенский государственный сельскохозяйственный институт по специальности «агрономия» (1978), Современную гуманитарную академию по специальности «юриспруденция» (2006).
Начал работать в совхозе «Вперед» Башмаковского района Пензенской области. Выдвигался на комсомольскую, партийную работу.
В 1985 году избирался депутатом Пензенского районного Совета народных депутатов, в 1987 году — депутатом Пензенского областного Совета народных депутатов. 
С 1994 по 2004 годы работал руководителем аппарата Законодательного Собрания Пензенской области. 
Избирался депутатом Законодательного Собрания Пензенской области третьего и четвертого созывов. Занимал должности заместителя Председателя, первого заместителя Председателя Законодательного Собрания Пензенской области.
В октябре 2012 года Лидин В.К. избран депутатом Законодательного Собрания Пензенской области пятого созыва, первым заместителем Председателя Законодательного Собрания, председателем комитета по бюджетной, налоговой и финансовой политике.
С 25 мая 2015 года назначен исполняющим обязанности Председателя Законодательного Собрания Пензенской области, затем временно исполняющим обязанности Председателя Законодательного Собрания Пензенской области пятого созыва.
11 августа 2015 года избран Председателем Законодательного Собрания Пензенской области пятого созыва.
10 сентября 2017 года избран депутатом Законодательного Собрания Пензенской области шестого созыва по партийному списку от Пензенского регионального отделения политической Партии «Единая Россия».
26 сентября 2017 года на первой (организационной) сессии Законодательного Собрания Пензенской области шестого созыва избран Председателем Законодательного Собрания Пензенской области шестого созыва.

## Награды
- Ордено Почёта (5 июня 2021) — за активную законотворческую деятельность и многолетнюю добросовестную работу[1];
- Орден «За заслуги перед Пензенской областью» I степени (2019)[2];
- медаль ордена «За заслуги перед Отечеством» II степени;
- Почетная грамота Совета Федерации Федерального Собрания Российской Федерации;
- Почетный знак Совета Федерации Федерального Собрания Российской Федерации «За заслуги в развитии парламентаризма»,
- Почетный знак Государственной Думы Федерального Собрания Российской Федерации «За заслуги в развитии парламентаризма»,
- Почетная грамота Государственной Думы Федерального Собрания Российской Федерации;
- Благодарность Президента Российской Федерации (2018)[3];
- Знак отличия «За безупречную службу» XXX лет (2016)[4];
- Орден «За заслуги перед Пензенской областью» I степени (2019);
- Орден «За заслуги перед Пензенской областью» II степени (2015);
- Почетный знак Губернатора Пензенской области «Во славу земли Пензенской» (2018);
- Почетный знак Губернатора Пензенской области «За сохранение исторической памяти» (2022);
- Заслуженный работник государственных органов Пензенской области (2020)[5];
- Орден Святого благоверного князя Даниила Московского II степени (19 июня 2022) — во внимание к трудам по строительству Спасского кафедрального собора г. Пензы[6];
- Почетный гражданин Пензенской области (21 сентября 2022) — за особые заслуги перед Пензенской областью и ее населением[7].